# Crucifixión (Juan de Flandes)
La crucifixión es una pintura del pintor renacentista hispano-flamenco Juan de Flandes. Se estima que la obra fue realizada entre 1509 y 1518, para el retablo mayor de la catedral de Palencia, una de las ciudades en las que Juan de Flandes estuvo activo tras la muerte de la reina Isabel la Católica, al servicio de la cual había estado. En la actualidad, la pintura se conserva en el Museo del Prado de Madrid.

## Historia de la obra
La crucifixión fue pintada por Juan de Flandes para el retablo mayor de la catedral de Palencia por encargo del obispo Juan Rodríguez de Fonseca. Esta tabla, destinada a la calle central, estaba flanqueada por un Camino del Calvario y un Entierro de Cristo. 
La Crucifixión permaneció allí hasta el año 1559, cuando fue sustituida por una talla que representaba a San Antolín. Gracias a un inventario realizado en 1668 se sabe que la pintura seguía en la catedral, en la Sala Capitular. 
En 1944 la tabla fue adquirida por Manuel Arburúa, director del Banco Exterior de España. Permaneció en la colección particular de la familia Arburúa hasta que en 2005 el grupo constructor español Ferrovial la compró, para después entregarla al Museo del Prado en calidad de pago de impuestos que ascendían a siete millones de euros, en virtud del sistema de dación, que permite la trasmisión al acreedor del dominio de un objeto como forma de pago de una deuda. Se encuentra en el museo madrileño desde mayo de 2005.

## Análisis de la obra
La pintura responde a la técnica del óleo sobre tabla. La perspectiva adoptada por el pintor es la del punto de vista 
bajo, lo cual, junto con el predominio de las líneas rectas y la monumentalidad del 
conjunto, lo cerca a la manera de Mantegna y le confiere un aire italiano. El 
formato apaisado contribuye a que la cruz domine la 
composición, alrededor de la cual se sitúan los personajes en semicírculo. En el lado 
izquierdo coloca a la Virgen, el apóstol Juan, 
María de Cleofás y María Salomé. En el lado derecho, y en primer plano, sitúa a 
un soldado con armadura, de espaldas. Detrás de la cruz, y en un 
plano 
inferior al de los demás personajes, aparecen María Magdalena y dos hombres a caballo. Sobre la plataforma rocosa del primer plano, ante la cruz, el pintor dispone una serie de elementos con valor simbólico: un frasco de ungüento, alusivo a la redención por Cristo del hombre; unas piedras preciosas, que remiten al Paraíso accesible gracias al sacrificio de Jesús; la calavera y los huesos aluden al lugar de la crucifixión, el Gólgota, donde algunas tradiciones situaban también la tumba de Adán. Por otra parte, el paisaje seco, característico de las llanuras castellanas, encierra también alusiones a los textos que cuentan la muerte de Jesús: la nube oscura, las aves, la presencia conjunta del sol y la luna, etc. El cuadro revela el gran dominio técnico de Juan de Flandes, patente en la calidad pictórica de algunos elementos, como las joyas.